# Nebosac
Nébouzat és un municipi francès situat al departament del Puèi Domat i a la regió d'Alvèrnia-Roine-Alps. L'any 2007 tenia 748 habitants.

## Demografia

### Població
El 2007 la població de fet de Nébouzat era de 748 persones. Hi havia 308 famílies de les quals 89 eren unipersonals (30 homes vivint sols i 59 dones vivint soles), 97 parelles sense fills, 114 parelles amb fills i 8 famílies monoparentals amb fills.
La població ha evolucionat segons el següent gràfic:
Habitants censats

### Habitatges
El 2007 hi havia 422 habitatges, 313 eren l'habitatge principal de la família, 77 eren segones residències i 32 estaven desocupats. 383 eren cases i 37 eren apartaments. Dels 313 habitatges principals, 247 estaven ocupats pels seus propietaris, 58 estaven llogats i ocupats pels llogaters i 7 estaven cedits a títol gratuït; 3 tenien una cambra, 19 en tenien dues, 48 en tenien tres, 81 en tenien quatre i 162 en tenien cinc o més. 279 habitatges disposaven pel capbaix d'una plaça de pàrquing. A 141 habitatges hi havia un automòbil i a 147 n'hi havia dos o més.

### Piràmide de població
La piràmide de població per edats i sexe el 2009 era:
| Homes | Edats   | Dones |
| ----- | ------- | ----- |
| 0     | 95 o +  | 0     |
| 1     | 90 a 94 | 2     |
| 5     | 85 a 89 | 6     |
| 7     | 80 a 84 | 5     |
| 8     | 75 a 79 | 16    |
| 7     | 70 a 74 | 16    |
| 19    | 65 a 69 | 14    |
| 13    | 60 a 64 | 15    |
| 9     | 55 a 59 | 14    |
| 25    | 50 a 54 | 18    |
| 26    | 45 a 49 | 27    |
| 35    | 40 a 44 | 30    |
| 26    | 35 a 39 | 23    |
| 32    | 30 a 34 | 23    |
| 20    | 25 a 29 | 16    |
| 19    | 20 a 24 | 7     |
| 25    | 15 a 19 | 21    |
| 31    | 10 a 14 | 21    |
| 15    | 5 a 9   | 13    |
| 10    | 0 a 4   | 14    |

## Economia
El 2007 la població en edat de treballar era de 501 persones, 413 eren actives i 88 eren inactives. De les 413 persones actives 390 estaven ocupades (221 homes i 169 dones) i 23 estaven aturades (9 homes i 14 dones). De les 88 persones inactives 22 estaven jubilades, 49 estaven estudiant i 17 estaven classificades com a «altres inactius».

### Ingressos
El 2009 a Nébouzat hi havia 317 unitats fiscals que integraven 779 persones, la mediana anual d'ingressos fiscals per persona era de 18.882 €.

### Activitats econòmiques
Dels 37 establiments que hi havia el 2007, 3 eren d'empreses alimentàries, 1 d'una empresa de fabricació d'altres productes industrials, 9 d'empreses de construcció, 5 d'empreses de comerç i reparació d'automòbils, 4 d'empreses de transport, 7 d'empreses d'hostatgeria i restauració, 1 d'una empresa financera, 6 d'empreses de serveis i 1 d'una empresa classificada com a «altres activitats de serveis».
Dels 15 establiments de servei als particulars que hi havia el 2009, 1 era una oficina de correu, 2 tallers de reparació d'automòbils i de material agrícola, 3 guixaires pintors, 2 fusteries, 2 lampisteries, 1 electricista i 4 restaurants.
Dels 4 establiments comercials que hi havia el 2009, 1 era una botiga de menys de 120 m², 1 una fleca i 2 carnisseries.
L'any 2000 a Nébouzat hi havia 33 explotacions agrícoles que ocupaven un total de 1.026 hectàrees.

## Equipaments sanitaris i escolars
El 2009 hi havia una escola elemental.

## Poblacions més properes
El següent diagrama mostra les poblacions més properes.